# 橋本逸夫
橋本 逸夫（はしもと いつお）は、日本の海軍大佐。海軍大学校（甲種学生37期 昭和13年卒業、52期）。海上護衛参謀。
昭和12年8月13日に勃発した第二次上海事変において、都陽湖で爆撃にあって沈没したが水深の浅さから着底し船体の上部が水面上にあった葵丸を、砲術長であった橋本大佐の指揮により、上海までの曳航に成功した。